# Pleurodeles poireti
Pleurodeles poireti är en groddjursart som först beskrevs av Paul Gervais 1835.  Pleurodeles poireti ingår i släktet Pleurodeles och familjen vattensalamandrar. IUCN kategoriserar arten globalt som starkt hotad. Inga underarter finns listade i Catalogue of Life.